# Annibale Borgognoni
Annibale Borgognoni (Trento, 1510 o 1515 – anteriore al 1571) è stato un artigiano e artista italiano.
Annibale Borgognoni fu uno dei più famosi maestri delle artiglierie del 1500, e, nel corso degli anni fu al servizio dei Principi Vescovi di Trento, dei conti Lodron, dei duchi di Urbino, dei duchi di Ferrara Ercole II e Alfonso II, dei duchi di Siena, dei re di Francia e della Repubblica di Ragusa. È ricordato in particolare per essere stato l'artefice della Regina, una tra le migliori colubrine uscite dalle fonderie del ducato estense.

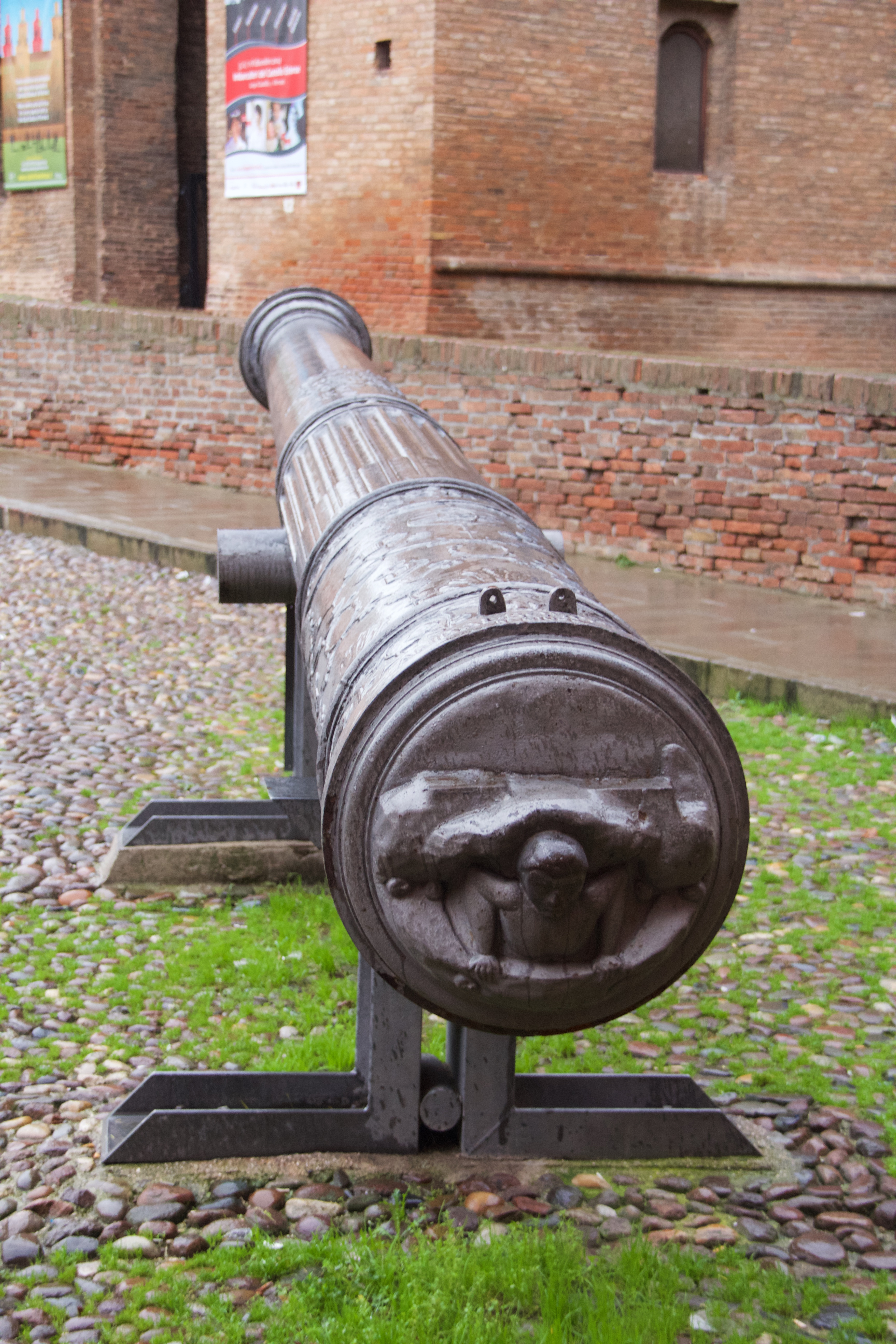
La Regina, piazza Castello, Ferrara

## Biografia

### Origini

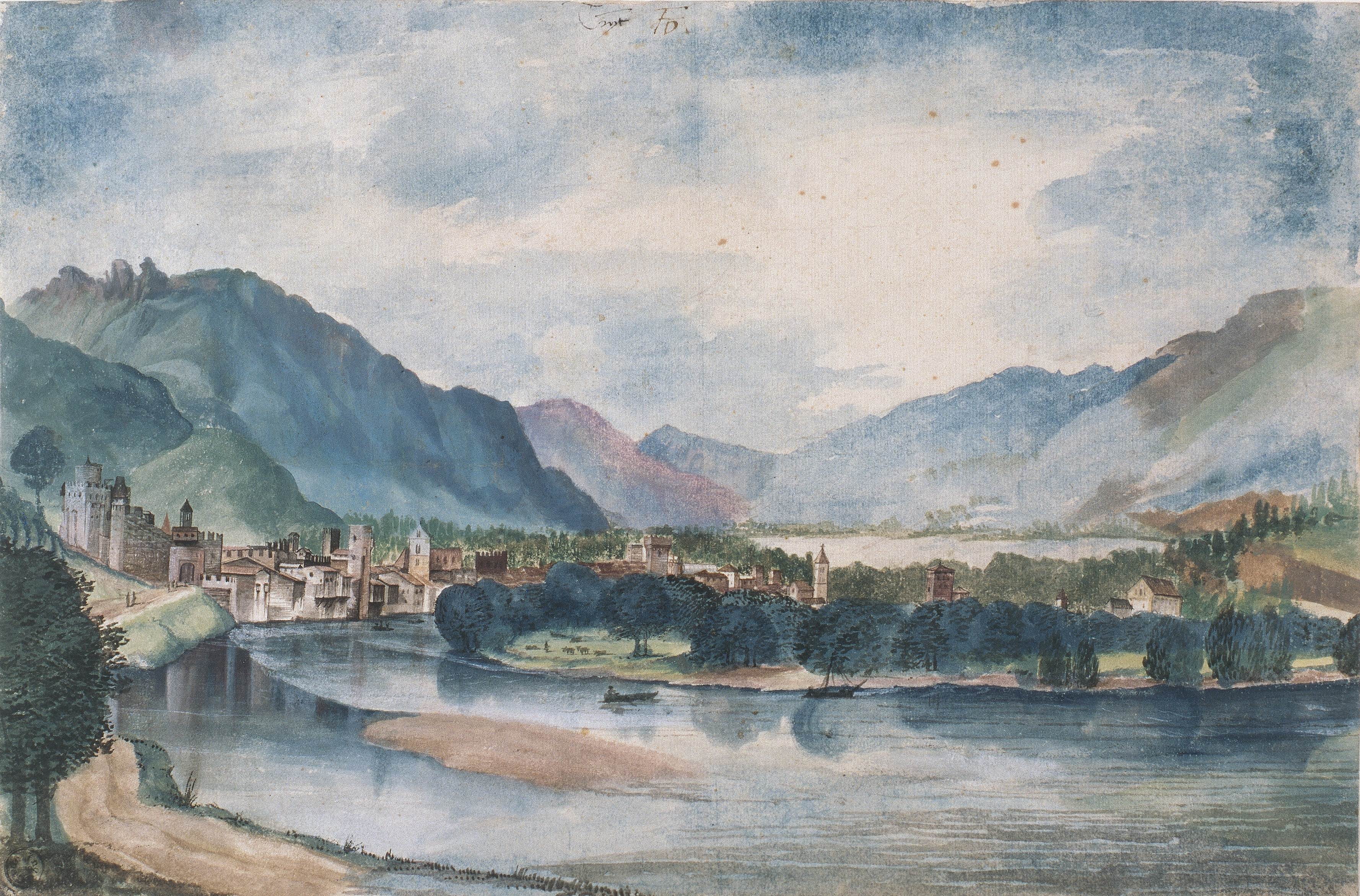
Immagine di Trento approssimativamente degli anni nei quali vi nacque Annibale Borgognoni, in un acquerello di Albrecht Dürer

Le notizie sulla vita di questo artigiano-artista della fusione, maestro delle artiglierie, cioè inventore e fonditore, sono incomplete. Di lui si sa che il padre era nato a Trento, che la sua famiglia è stata considerata erroneamente di origini francesi (il cognome Borgognoni fu associato alla Borgogna) e che presto si trasferì a Ferrara.
Anche le date di nascita e morte sono incerte, ed è sufficientemente documentato solo il luogo di nascita: Trento.
La prima fonte ufficiale che lo ricorda (conservata nell'Archivio di Modena) è del 1537, e l'ultima è del 1569. Il suo nome compare poi, assieme a quello del fratello Odorico, in un rogito notarile ferrarese del 1562.

### Attività a Ferrara
A Ferrara furono attivi, in qualità di bombardieri al servizio dei duchi, anche i suoi due fratelli Odorico e Daniele. La città estense, nel XVI, fu certamente tra le più attive nel campo delle artiglierie offrendo grandi opportunità a chi conosceva le tecniche della fusione. Le armi così ottenute divennero non di rado vere e proprie opere d'arte, non solo armi da guerra.
Prima di stabilirsi stabilmente nella città estense tuttavia rimase per qualche anno attivo anche in terra toscana, e precisamente a Siena e a Lucca. La sua attività in Toscana è certificata da documenti storici. Venne inviato dal duca di Ferrara in qualità di esperto artefice di pezzi di artiglieria all'inizio di febbraio 1554, in risposta ad una richiesta in tal senso espressa dal cardinale Ippolito. Il suo compito era quello di sostenere con le sue armi la città senese ed il re di Francia contro la signoria dei Medici. In quel periodo Il duca di Ferrara scrisse al duca di Lodron per chiedere che il Maestro Annibal Borgognone bombardiero di Trento potesse rimanere più a lungo a Ferrara.
Per conto di Ercole II fece anche ricerche minerarie sull'Appennino, e sembra aver trovato, in quelle circostanze, oltre a ricchi giacimenti di rame, anche vene aurifere.
Attorno al 1551 si rese colpevole di un delitto. Uccise la moglie rea di tradimento e contro di lui iniziò un procedimento penale. La sua reputazione e la stima della quale godeva (era molto apprezzato e tenuto in considerazione) gli valse una grazia da parte del duca di Ferrara, e non venne mai punito per tale delitto.
Dopo l'episodio sopra ricordato continuò a lavorare ed a muoversi secondo le indicazioni del signore estense, e la sua fama giunse anche in Francia, ad Enrico II. L'anno 1556 fu molto importante per il Borgognoni: 
- Ricevette, assieme al fratello Odorico, la cittadinanza ferrarese.
- Costruì la sua creazione più perfetta, la colubrina doppia sforzata detta la Regina.

In seguito si dedicò a fondere numerosi altri pezzi di artiglieria, come: colubrine, colubrine doppie, canoni, falconi e così via.
Quando divenne duca Alfonso II per l'artista bombardiere non cambiò nulla, e continuò a produrre pezzi non solo per Ferrara ma anche per gli amici della casata estense. In particolare Annibale produsse due mezzi cannoni per il duca di Urbino, Guidobaldo II. Queste sono, ad oggi, le uniche artiglierie del Borgognoni originali che si siano salvate dalla distruzione.
Nel 1567 un incidente, durante una dimostrazione della potenza della Regina, costò la vita a due nobili che assistevano e rischiò di uccidere lo stesso artefice della colubrina, che nell'occasione rimase gravemente ferito. 
Già l'anno successivo la sua opera venne richiesta a Ragusa di Dalmazia (attuale Dubrovnik), e il duca di Ferrara concesse a malincuore al suo bombardiere di partire. Effettivamente la sua presenza venne documentata nella città dalmata nel 1569, dove morì nell'aprile dell'anno successivo.

### Artista
Rimane impossibile valutare pienamente, oggi, la vera importanza e la novità tecnologica che portarono le realizzazioni del Borgognoni. La maggior parte delle sue artiglierie venne distrutta, assieme a tutte le altre analoghe costruite in epoca rinascimentale. Rimangono però le testimonianze dei contemporanei, alcuni pezzi superstiti e la stima enorme che gli estensi manifestarono sempre nei suoi confronti.
Un altro campo di interesse al quale si dedicò fu quello di fonditore di medaglie. La sua produzione in questo settore, pur essendo documentata, non è stata ancora sufficientemente accertata.

### Opere più importanti
La colubrina detta la Regina fu certamente l'artiglieria più famosa tra quelle che produsse, anche se purtroppo è andata distrutta.
Altre due artiglierie, le uniche sue conservate sino ad oggi, sono quelle sopra ricordate e preparate per Guidobaldo II di Urbino. Si trovano presso il Museo storico nazionale dell'artiglieria di Torino, e sono pure esse composte, come lo fu la Regina, da tre tronchi di cono uniti tra loro da sagomature artistiche. Sono pezzi di alto pregio, anche se non all'altezza della colubrina che fu il suo capolavoro. Entrambe portano, sulla culatta, la firma dell'autore: "ANIBAL . BORGOGNON . F".